# WWE TLC: Tables, Ladders & Chairs (2020)
WWE TLC: Tables, Ladders & Chairs 2020 (kurz: TLC 2020) war eine Wrestling-Veranstaltung der WWE, die als Pay-per-View und auf dem WWE Network ausgestrahlt wurde. Sie fand am 20. Dezember 2020 im Tropicana Field in Saint Petersburg, Florida, Vereinigte Staaten statt. Es war die 12. Austragung von TLC seit der Premiere im Jahr 2009. Zum ersten Mal fand die Veranstaltung im US-Bundesstaat Florida statt.

## Hintergrund
Im Vorfeld der Veranstaltung wurden sieben Matches angesetzt, davon eins für die Pre-Show. Diese resultierten aus den Storylines, die in den Wochen vor TLC bei Raw und SmackDown, den wöchentlichen Shows der WWE gezeigt wurden.
Ursprünglich war für das Match um die WWE Women’s Tag Team Championship Lana, als Partnerin für Asuka angekündigt. Jedoch wurde diese aus dem Match, aufgrund einer Attacke von Nia Jax und Shayna Baszler geschrieben.
Das Match zwischen Bray Wyatt und Randy Orton, wurde zuerst als Singles Match angekündigt. Dies wurde jedoch vor dem Pay-Per-View, zu einem Firefly Inferno Match geändert.

## Ergebnisse
| Matchart                                                |                                                         |      |                                                      | Zeit  |
| ------------------------------------------------------- | ------------------------------------------------------- | ---- | ---------------------------------------------------- | ----- |
| Eight-Men-Tag-Team-Match Pre-Show-Match                 | Big E, Daniel Bryan, Otis und Chad Gable                | bes. | Sami Zayn, King Corbin, Cesaro und Shinsuke Nakamura | 8:44  |
| Triple-Threat-TLC-Match um die WWE Championship         | Drew McIntyre (C)                                       | bes. | AJ Styles und The Miz                                | 26:59 |
| Singles-Match um die SmackDown Women’s Championship     | Sasha Banks (C)                                         | bes. | Carmella                                             | 12:41 |
| Tag-Team-Match um die Raw Tag Team Championship         | The Hurt Business Shelton Benjamin und Cedric Alexander | bes. | The New Day Kofi Kingston und Xavier Woods (C)       | 9:53  |
| Tag-Team-Match um die WWE Women’s Tag Team Championship | Asuka und Charlotte Flair                               | bes. | Nia Jax und Shayna Baszler (C)                       | 10:00 |
| TLC-Match um die WWE Universal Championship             | Roman Reigns (C)                                        | bes. | Kevin Owens                                          | 24:44 |
| Firefly-Inferno-Match                                   | Randy Orton                                             | bes. | Bray Wyatt                                           | 12:27 |

| Funktion      | Name            |
| ------------- | --------------- |
| Kommentatoren | Byron Saxton    |
| Kommentatoren | Tom Phillips    |
| Kommentatoren | Samoa Joe       |
| Kommentatoren | Corey Graves    |
| Kommentatoren | Michael Cole    |
| Pre-Show      | Charly Caruso   |
| Pre-Show      | Peter Rosenberg |
| Pre-Show      | Booker T        |
| Pre-Show      | Jeff Jarrett    |
| Pre-Show      | Corey Graves    |
| Pre-Show      | Michael Cole    |
| Ringansager   | Mike Rome       |
| Ringansager   | Greg Hamilton   |

## Besonderheiten
- Aufgrund der Corona-Pandemie wurde der Pay-Per-View nur vor virtuellen Zuschauern im WWE ThunderDome ausgetragen.
- Während des Matches um die WWE Championship cashte The Miz den Money in the Bank Contract ein.
- Charlotte Flair nahm den Platz von Lana im Match, um die WWE Women’s Tag Team Championship ein.
- Das Firefly-Inferno-Match zwischen Bray Wyatt und Randy Orton war das erste der WWE-Geschichte.